# Lionel od Antwerpena, 1. vojvoda od Clarencea
Lionel od Antwerpena, 1. vojvoda od Clarencea, KG (normanski: Leonell Duc de Clarence; 29. studenoga 1338. – 17. listopada 1368.) bio je treći sin engleskoga kralja Edaarda III. and Filipe Hainaultske. Nazvao je po svom rodnom mjestu, Antwerpenu u Vojvodstvu Brabantu. Majka mu je bila Flamanka, te je bio unuk Vilima I., grofa od Hainaulta. Atletski građen, bio je visok skoro 2,15 m.

## Prvi brak
Kao dijete zaručen je s Elizabethom de Burgh, 4. groficom od Ulstera (u. 1363. u Irskoj), koja je bila kći i nasljednica Williama Donn de Burgha, 3. grofa od Ulstera, te ju je oženio 1352., ali je već ranije zaposjeo njezinu veliku baštinu u Irskoj. Nazivan je grofom od Ulstera od 1347.

## Irska
Nakon što je imenovan predstavnikom svog oca u Engleskoj 1345. i ponovno 1346., Lionel se pridružio pohodu u Francuskoj 1355., ali glavnina njegova djelovanja bila je usmjerena na irske poslove.
Imenovan guvernerom te zemlje, stigao je u Dublin 1361. godine, a u studenom sljedeće godine imenovan je vojvodom od Clarencea, što je treće vojvodstvo u Engleskoj, dok mu je njegov otac neuspješno pokušavao osigurati škotsku. Njegova nastojanja da zavede učinkovitu vlast nad svojim irskim zemljama tek su donekle bili uspješni. Nakon održavanja parlamenta u Kilkennyju, koji je usvojio slavni Statut iz Kilkennyja 1366. godine, s gnušanjem je odustao od zadatka i vratio se u Englesku.
Pjesnik Geoffrey Chaucer svojevremeno je bio paž u Lionelovu kućanstvu.

## Drugi brak
Nakon što je 1363. umrla Lionelova prva supruga Elizabeth, dogovoren je drugi brak s Violante Visconti, kćerki Galeazza Viscontija, gospodara Pavije. Putujući po svoju mladu, Lionel je sjajno primljen u Francuskoj i u Italiji, te je oženio Violante u Milanu u lipnju 1368. Svečaosti su potrajale nekoliko mjeseci, tijekom kojih se Lionel razbolio u Albi, gdje je i umro 17. listopada 1368. U to se vrijeme snažno nagađalo da ga je otrovao njegov punac, iako to nikada nije dokazano.

## Potomstvo
Lionel je imao samo jedno dijete, Philippu, kći svoje prve supruge Elizabeth. Ona se 1368. udala za Edmunda Mortimera, 3. grofa od Marcha. Njihova unuka i kasnija nasljednica, Anne Mortimer, udala se za jorkistički ogranak engleske kraljevske obitelji i bila majka Richarda Plantageneta, 3. vojvode od Yorka. Iako je Richard u muškoj liniji poticao od Eduarda III., Dinastija York svoje je pravo na engleskomprijestolje temeljila na potomstvo ženskom linijom od Lionela kako bi uspostavili trajnu nasljednu liniju. (Eduardov prvorođeni sin, Crni Princ, nije imao zakonitih potomaka osim svoja dva sina Edwarda od Angoulêmea i kralja Rikarda II.) Lionel je bio predak kraljeva Eduarda IV., Eduarda V., Rikarda III. i svih kasnijih britanskih monarha osim Henrika VII., čija je supruga Elizabeth od Yorka bila Lionelov potomak.

## Arms
Lionelov grb bio je u određenom trenutku grb kraljevstva, a razlikovao se gredom s pet krakova, pri čemu je u svakom kraku bio crveni križ, predstavljajući na taj način englesku zastavu s križem Svetog Jurja na svakom kraku. Postoje i prijedlozi, poput gornje slike, da je u određenom trenutku nosio razliku od tri grede, od kojih je svaka imala crveni kvadrat.